# Christine Heipertz-Hengst
Christine Heipertz-Hengst, geborenen Hengst, verheiratete Heipertz (* 8. März 1947 in Lamspringe), ist eine deutsche Sportwissenschaftlerin, Sporttherapeutin, Reit-Trainerin und Sachbuchautorin.

## Leben
Christine Heipertz-Hengst wurde geboren als Tochter von Georg Hengst und dessen Frau Irene, geborene Börner.
Von 1970 bis 1975 war sie in Köln an einer Schule für Behinderter tätig. Zu gleicher Zeit war sie von 1970 bis 1973 wissenschaftliche Mitarbeiterin an der Deutschen Sporthochschule Köln. 1974 folgte die Staatsprüfung für das Lehramt. Am 29. November 1975 heiratete sie den Mediziner Wolfgang Heipertz. Aus der Ehe gingen der Sohn Martin Heipertz und eine Tochter hervor, die Tiermedizinerin ist. Ihre Promotion in den Fächern Sportmedizin und Prävention / Rehabilitation erlangte sie 1984 an der Deutschen Sporthochschule Köln.
Sie ist Fachberaterin der Deutschen Reiterlichen Vereinigung und Mitglied im Deutschen Kuratorium für Therapeutisches Reiten (DKThR; siehe auch unter Behindertenreitsport). Sie gründete und leitet bis heute das Institut für angewandte Sportwissenschaft (IAS) in Kelkheim-Münster im Taunus. Schwerpunkt ihrer wissenschaftlichen Tätigkeit sind Sportmedizin, Rehabilitation und Prävention.
Heipertz-Hengst doziert an Universitäten und Institutionen und ist aktive Reiterin sowie Amateurreitlehrerin.

## Publikationen
- mit Wolfgang Heipertz (Hrsg.): Therapeutisches Reiten : Medizin, Pädagogik, Sport. Franckh, Stuttgart 1977. ISBN 3-440-04380-0
- Reitsport für Behinderte. Schmidt-Römhild, 1980. ISBN 3-7950-0069-6 (2. Aufl. 1987)
- Wirkungen des therapeutischen Reitens. Möglichkeiten und Probleme der Objektivierung. [Zugl.: Köln, Dt. Sporthochsch., Diss., 1984] FN-Verlag der Deutschen Reiterlichen Vereinigung, 1985. ISBN 3-88542-047-3
- Pferde richtig trainieren. Durch richtiges Training die Leistungsfähigkeit verbessern. Cadmos Verlag, Lüneburg 1999. ISBN 3-86127-341-1
- Fit fürs Pferd. Gesundheit, Leistung, Sicherheit ; das Trainingsbuch für Reiter. Cadmos Verlag, Lüneburg 2002. ISBN 3-86127-375-6
- FN-Handbuch Reiten als Gesundheitssport. Basiswissen Sportmedizin für Reitausbilder. Deutsche Reiterliche Vereinigung (Hrsg.), FN-Verlag, Warendorf 1988, ISBN 978-3-885-42391-1